# Wybory parlamentarne w Szwecji w 1979 roku
Wybory parlamentarne w Szwecji odbyły się 16 września 1979. Przy władzy utrzymała się koalicja centroprawicowa, w której obrębie najlepszy wynik uzyskali moderaci, na trwałe zastępując Partię Centrum w roli lidera partii mieszczańskich.
Frekwencja wyborcza wyniosła 90,7%. Oddano 5 448 638 głosów ważnych oraz 31 488 (0,6%) głosów pustych lub nieważnych.

## Wyniki wyborów
| Lista                                          | Liczba głosów | % głosów | +/- % | Liczba mandatów | +/- |
| ---------------------------------------------- | ------------- | -------- | ----- | --------------- | --- |
| Szwedzka Socjaldemokratyczna Partia Robotnicza | 2 356 234     | 43,2     | +0,5  | 154             | +2  |
| Umiarkowana Partia Koalicyjna                  | 1 108 406     | 20,3     | +4,7  | 73              | +18 |
| Partia Centrum                                 | 984 589       | 18,1     | -6,0  | 64              | -22 |
| Ludowa Partia Liberałów                        | 577 063       | 10,6     | -0,5  | 38              | -1  |
| Partia Lewicy – Komuniści                      | 305 420       | 5,6      | +0,8  | 20              | +3  |
| Chrześcijańscy Demokraci                       | 75 993        | 1,4      | ±0    | 0               | ±0  |
| inni                                           | 40 933        | 0,8      |       | 0               |     |
| Razem                                          | 5 448 638     | 100      |       | 349             |     |